# 巢国
巢国，商代小国，周代一诸侯，位于今安徽省巢县。春秋初期楚国兴起，巢国沦为楚国的附庸国。吴国于春秋中期兴起，与楚国争战，巢国成为楚国在边境防备吴国的重镇，巢国终为吴国所灭。

## 历史
夏时生活在巢湖附近的有巢氏部落逐渐形成部落联盟，被称为南巢氏，成汤灭夏后，将夏桀放逐于南巢氏，商时为巢国。武王灭商后将巢国一分为二，分别建立庐国、巢国。
《春秋左氏传·文公十二年》记载公元前615年，群舒背叛楚国，楚国令尹成嘉俘获舒国君主和宗国君主，并进而围攻巢国。
《春秋·成公七年》记载公元前584年，吴国攻入位于吴楚两国之间的州来国国都，而吴国的军队经过晋国的指导，于本年开始讨伐楚国、巢国和徐国，楚国执政者疲于奔命。
《春秋左氏传·成公十七年》记载公元前576年，舒庸国趁着楚国上一年鄢陵之战失败，引导吴国军队围攻巢国国都，并讨伐楚国的其他附庸。楚共王派公子橐師趁舒庸轻敌不备，挥师灭了舒庸。
《春秋左氏传·襄公二十五年》记载公元前548年，秋，楚国令尹屈建率师讨伐舒鸠国，吴国救舒鸠，楚师在会战中大败吴师。并灭亡舒鸠。十二月，吴王诸樊讨伐楚国，进攻巢国国都的城门，中箭而死。
《春秋左氏传·昭公四年》记载公元前538年，夏季楚灵王主持诸侯申之会，秋季楚灵王率领诸侯之师讨伐吴国攻克朱方，冬季吴国讨伐楚国，攻入楚国东方边境的棘、栎、麻三邑，楚国在锺离、巢和州来三处筑城作为防备。
《春秋左氏传·昭公五年》记载公元前537年，十月楚灵王率领华夏诸侯和东夷讨伐吴国，此次征伐楚国无功而还，楚灵王畏惧吴国的报复，命令沈尹射于巢待命。
《春秋·昭公二十四年》记载公元前518年，吴国灭亡巢国。《左传》补充说，是楚国边境防备的疏忽。
《春秋左氏传·昭公二十五年》记载公元前517年，楚平王命令熊相禖在巢筑造城郭。